# Repouso (som)
Em música e acústica, Repouso ou Relaxamento é o tempo necessário para que uma nota músical diminua de intensidade até tornar-se inaudível. É a última fase de uma nota e sua duração depende do instrumento musical que executa a nota e de técnicas de execução. Certos instrumentos, principalmente os de cordas ou alguns instrumentos de percussão feitos de metal (como um gongo, mantêm a vibração por um longo tempo. Nestes casos, o tempo de repouso é bastante elevado, podendo chegar a vários segundos. Se o músico abafa o som com a mão, o tempo de repouso será mais curto. Em instrumentos de sopro, este tempo é geralmente curto, pois o som, na maior parte dos casos, cessa tão logo o músico pára de soprar o instrumento. Em alguns casos, mesmo após o fim da nota, a reverberação ou eco pode manter o som por mais algum tempo, até seu completo desaparecimento. Este efeito é bastante utilizado na música eletrônica. Em sintetizadores e outros instrumentos eletrônicos, este parâmetro faz parte do gerador de envelope e é conhecido como Release ou Relax.